# Jiworejo
Jiworejo is een bestuurslaag in het regentschap Blora van de provincie Midden-Java, Indonesië. Jiworejo telt 1321 inwoners (volkstelling 2010).